# Monete commemorative (lira italiana)
Le monete commemorative della lira italiana erano monete coniate appositamente dall'Istituto Poligrafico e Zecca dello Stato per ricordare particolari eventi.
Alcune di queste monete sono entrate nella normale circolazione monetaria; altre, pur essendo ufficialmente a corso legale, sono in realtà state coniate esclusivamente per il mercato dei collezionisti. Alcuni studiosi le considerano semplicemente medaglie perché il loro valore non è mai stato quello facciale.
La Repubblica italiana ha coniato (e conia tuttora) monete commemorative sia in argento che in oro.

## Monete commemorative in argento
La Zecca di Stato iniziò a coniare monete in argento commemorative, del valore nominale di 500 lire,  nel 1974, con l'emissione dedicata a Guglielmo Marconi. La loro coniazione proseguì fino al 1993, dopodiché vennero sostituite da monete commemorative dal valore nominale di 1000, 5000 e 10.000 lire. Da ultimo, nel 1998 apparvero anche monete commemorative da 2000 lire. Tali emissioni, coniate nella duplice versione fior di conio e fondo specchio a partire dal 1985, erano vendute in astucci o cofanetti.
Inoltre, tutte le serie divisionali emesse dalla Zecca a partire dal 1985 venne inserita anche una moneta d'argento commemorativa, con le seguenti raffigurazioni:
- 1985: Bicentenario della nascita di Alessandro Manzoni
- 1986: VI centenario della nascita di Donatello
- 1987: 150° della morte di Giacomo Leopardi
- 1988: centenario della morte di San Giovanni Bosco
- 1989: 350° della morte di Tommaso Campanella
- 1990: V centenario della nascita di Tiziano
- 1991: 250° della morte di Antonio Vivaldi
- 1992: V centenario della morte di Piero della Francesca
- 1993: bicentenario della morte di Carlo Goldoni
- 1994: IV centenario della morte di Tintoretto
- 1995: 50° della morte di Pietro Mascagni
- 1996: centenario della nascita di Eugenio Montale
- 1997: bicentenario della nascita di Gaetano Donizetti
- 1998: IV centenario della nascita di Gian Lorenzo Bernini
- 1999: 250° della nascita di Vittorio Alfieri
- 2000: IV centenario della morte di Giordano Bruno
- 2001: centenario della morte di Giuseppe Verdi

Contestualmente alla cessazione di emissione di 500 lire commemorative in argento, anche nelle serie divisionali vennero sostituite, a partire dal millesimo 1994, da monete del valore nominale di 1000 lire.

## Monete commemorative da 500 lire
Dopo il 1967 le monete d'argento (oltre alle prime due monete da 500 lire commemorative in argento) sono state coniate ufficialmente a corso legale ma in realtà destinate esclusivamente alla vendita ai collezionisti dalla Zecca, qui di seguito riportate:
- 1974: 500 lire "Marconi" (centenario della nascita)
- 1975: 500 lire "Michelangelo"(V centenario della nascita)
- 1981: 500 lire "Virgilio" (Bimillenario della morte)
- 1982: 500 lire "Galileo Galilei" (350° del Dialogo sopra i due massimi sistemi del mondo)
  - 500 lire ''Garibaldi'' (Centenario della morte)
- 1984: 500 lire "Olimpiadi di Los Angeles"
- 1985: 500 lire "Presidenza italiana della CEE" (I emissione)
  - 500 lire "Collegio del Mondo Unito dell'Adriatico"
  - 500 lire "Anno Europeo della Musica"
  - 500 lire "Etruschi" (commemorativo della cultura etrusca)
  - 500 lire "Manzoni" (in occasione del bicentenario della nascita di Alessandro Manzoni, inserito solo nella serie divisionale)
- 1986: 500 lire "Mondiali '86" (Mondiali di Calcio in Messico)
  - 500 lire "Pace" (Anno Internazionale della Pace)
  - 500 lire "Donatello" (in occasione del VI centenario della nascita, inserito solo nella serie divisionale)
- 1987: 500 lire "Famiglia" (Anno della Famiglia)
  - 500 lire "Atletica" (Mondiali di Atletica a Roma)
  - 500 lire "Leopardi" (in occasione del 150° della morte di Giacomo Leopardi, inserito solo nella serie divisionale)
- 1988: 500 lire "Costituzione" (40° della Costituzione repubblicana)
  - 500 lire "Olimpiadi di Seul"
  - 500 lire "900° fondazione dell'Università di Bologna" (inserito nel trittico con 200 + 100 lire)
  - 500 lire "San Giovanni Bosco" (in occasione del centenario della morte di San Giovanni Bosco, inserito solo nella serie divisionale)
- 1989: 500 lire "Lotta contro il Cancro"
  - 500 lire "Mondiali di Calcio" - I emissione (inserito nel dittico con 200 lire)
  - 500 lire "Cristoforo Colombo" - I emissione (inserito nel dittico con 200 lire)
  - 500 lire "Tommaso Campanella" (in occasione del 350° della morte di Tommaso Campanella, inserito solo nella serie divisionale)
- 1990: 500 lire "Mondiali di Calcio" - II emissione
  - 500 lire "Cristoforo Colombo" - II emissione
  - 500 lire "Presidenza italiana della CEE"
  - 500 lire "Tiziano" (in occasione del V centenario della nascita di Tiziano, inserito solo nella serie divisionale)
- 1991: 500 lire "Ponte Milvio" (2100 anni di Ponte Milvio)
  - 500 lire "Cristoforo Colombo" - III emissione
  - 500 lire "250° della morte di Antonio Vivaldi" (inserito solo nella serie divisionale)
  - 500 lire "Flora e Fauna d'Italia" (inserito nel dittico con 200 lire)
- 1992: 500 lire "Lorenzo il Magnifico" (V centenario della morte di Lorenzo il Magnifico)
  - 500 lire "Cristoforo Colombo" - IV emissione
  - 500 lire "Olimpiadi di Barcellona"
  - 500 lire "Rossini" (Bicentenario della nascita di Gioachino Rossini)
  - 500 lire "Flora e Fauna"- II emissione
  - 500 lire "V centenario della morte di Piero della Francesca" (inserito solo nella serie divisionale)
- 1993: 500 lire "Università di Pisa"- I emissione (650° dell'Università di Pisa)
  - 500 lire "Flora e Fauna"- III emissione
  - 500 lire "Bicentenario della morte di Carlo Goldoni" (inserito solo nella serie divisionale)
  - 500 lire "Orazio" (Bimillenario oraziano)
  - 500 lire "Centenario della fondazione della Banca d'Italia" (inserito nel trittico con 200 + 100 lire)

A partire dal 1991, diametro e peso per alcune monete in argento da 500 lire sono cambiati, passando rispettivamente da 29 mm a 32 mm e da 11 g a 15 g.
A partire dal 1993 non sono state più emesse monete da 500 lire in argento, eccezion fatta per le "Caravelle" coniate appositamente per le serie divisionali confezionate dalla Zecca. Sono così subentrate monete commemorative da 1000, 2000, 5000 e 10000 lire in argento.

## Monete commemorative da 1000 lire

Lire 1000 "Alfieri"

Le monete da 1000 lire commemorative sono state emesse esclusivamente per il collezionismo numismatico, in tutto e per tutto analoghe a quelle in argento da 500 lire, poiché formalmente a corso legale, ma praticamente mai entrate nella circolazione ordinaria:
- 1994: Anno marciano
- 1994: Flora e fauna - IV emissione
- 1994: Jacopo Tintoretto (inserito solo nella serie divisionale)
- 1995: Pietro Mascagni (inserito solo nella serie divisionale)
- 1996: Eugenio Montale (inserito solo nella serie divisionale)
- 1996: Olimpiadi di Atlanta
- 1997: Gaetano Donizetti (inserito solo nella serie divisionale)
- 1998: Gian Lorenzo Bernini (inserito solo nella serie divisionale)
- 1999: Vittorio Alfieri (inserito solo nella serie divisionale)
- 2000: Giordano Bruno (inserito solo nella serie divisionale)
- 2001: Giuseppe Verdi (inserito solo nella serie divisionale)

Le monete da mille lire commemorative in argento della Repubblica Italiana in totale sono 11 ed è da notare che nell’anno 1994 vennero coniati ben tre diversi tipi di monete da 1000 lire in argento. Sono tutte coniate dalla zecca di Roma ed hanno una rarità che va dal Comune (Anno Marciano, Flora e Fauna ed Olimpiadi di Atlanta) a Non Comune (tutte le altre monete). Tutte le monete sono in argento 835/1000, hanno un diametro di 31,4 mm e pesano 14,6 grammi.

## Monete commemorative da 2000 lire
- 1998: Verso il 2000 - La fede e l'umanità: la fede (I emissione)
- 1998: Verso il 2000 - La fede e l'umanità: il DNA (I emissione)
- 1999: 110º anniversario Museo Nazionale Romano

Tutte e tre le monete sono in argento 835/1000, hanno un diametro di 31,4 mm e pesano 16 grammi.

## Monete commemorative da 5000 lire
- 1993: Università di Pisa - II emissione
- 1995: VI centenario della nascita del Pisanello
- 1996: Semestre di presidenza italiana UE
- 1997: III centenario della nascita del Canaletto
- 1999: Verso il 2000 - La solidarietà e la terra: la solidarietà (II emissione)
- 1999: Verso il 2000 - La solidarietà e la terra: la terra (II emissione)

Tutte le monete sono in argento 835/1000, hanno un diametro di 32 mm e pesano 18 grammi.

## Monete commemorative da 10000 lire
- 1994: Mondiali di Calcio USA '94
- 1995: 40º anniversario della Conferenza di Messina
- 1996: 50º anniversario della proclamazione della Repubblica
- 1997: Bicentenario del Tricolore
- 1998: Mondiali di Calcio Francia '98
- 2000: Verso il 2000 - Il cielo e la pace: la pace (III emissione)
- 2000: Verso il 2000 - Il cielo e la pace: il cielo (III emissione)

Tutte le monete sono in argento 835/1000, hanno un diametro di 34 mm e pesano 22 grammi.

## Dittici e trittici in argento
La Zecca italiana ha emesso anche dei dittici e dei trittici, comprendenti rispettivamente due o tre monete in argento del valore nominale di 200 e 500 lire, oppure di 100, 200 e 500 lire. Le 200 lire hanno un diametro di 24 mm e un peso di 5 g, mentre le 100 lire hanno un diametro di 27,8 mm e un peso di 8 g. Il titolo resta invariato (835/1000).
Dittici e trittici coniati dalla Repubblica Italiana:
- 1988: IX centenario dell'Università di Bologna (trittico)
- 1989: Mondiali di Calcio in Italia - I emissione (dittico)
- 1989: Cristoforo Colombo - I emissione (dittico)
- 1991: Flora e Fauna - I emissione (dittico)
- 1993: Centenario della Banca d'Italia (trittico)

Infine è stata coniata dalla Zecca di Roma la serie "Storia della Lira", composta da tre dittici. Le monete del 1999 hanno un diametro di 31,4 mm e un peso di 14,6 g, quelle del 2000 hanno un diametro di 34 mm e un peso di 22 g. mentre quelle del 2001 sono differenti tra loro nel diametro e nel peso: la prima emessa ha un diametro di 29 mm e un peso di 11 g, mentre la seconda ha un diametro di 24 mm e un peso di 6g. Per tutte e sei le monete rimane invariato la composizione dell'argento (835/1000).
- 1999: 1 lira (rappresentazione di 1 lira del 1901)
- 1999: 1 lira (rappresentazione di 1 lira del 1915)
- 2000: 1 lira (rappresentazione di 1 lira del 1922)
- 2000: 1 lira (rappresentazione di 1 lira del 1936)
- 2001: 1 lira (rappresentazione di 1 lira del 1946)
- 2001: 1 lira (rappresentazione di 1 lira del 1951)

## Commemorative in oro
L'Istituto Poligrafico e Zecca dello Stato prese a coniare monete commemorative in oro da destinare al mercato dei collezionisti a partire dal 1993, in occasione della commemorazione del centenario della Banca d'Italia (occasione nella quale, peraltro, come scritto poc'anzi, venne coniato anche un trittico di monete d'argento).
Nel 1994 non si ebbe alcuna coniazione aurea, mentre l'emissione di tali monete divenne regolare a partire dal 1995. Le monete commemorative in oro avevano un valore nominale di 50.000 e 100.000 lire; ogni anno era coniata una per tipo. Con l'eccezione delle prime due emissioni del 1993, del 50.000 lire del 1997 e delle due emissioni del 2000 tutte le lire commemorative in oro sono dedicate a ricorrenze legate alla costruzione di importanti architetture italiane.
Quanto alle caratteristiche tecniche, le monete da 50.000 lire presentano un diametro di 20 mm ed un peso di 7,5 g, mentre quelle da 100.000 lire hanno un diametro di 25 mm ed un peso di 15 g.
Le commemorazioni furono le seguenti:
- 1993: 50.000 lire "Centenario della Banca d'Italia"
  - 100.000 lire "Centenario della Banca d'Italia"
- 1995: 50.000 lire "VIII centenario della nascita di Sant'Antonio a Padova"
  - 100.000 lire "VII centenario della Basilica di Santa Croce a Firenze"
- 1996: 50.000 lire "VIII centenario del Battistero di Parma"
  - 100.000 lire "VI centenario della Certosa di Pavia"
- 1997: 50.000 lire "1600° della morte di Sant'Ambrogio"
  - 100.000 lire "VIII centenario della Basilica di San Nicola a Bari"
- 1998: 50.000 lire "850° della chiesa di San Giovanni degli Eremiti"
  - 100.000 lire "650° della Torre del Mangia a Siena"
- 1999: 50.000 lire "IX centenario del Duomo di Modena"
  - 100.000 lire "Riapertura della Basilica di San Francesco d'Assisi"
- 2000: 50.000 lire "V centenario della nascita di Benvenuto Cellini"
  - 100.000 lire "VII centenario del primo Giubileo"
- 2001: 50.000 lire "250° della Reggia di Caserta"
  - 100.000 lire "VII centenario del pulpito della chiesa di S. Andrea a Pistoia"